# Балістарій
Балістарій (лат. Ballistarius) — давньоримський вояк часів Римської імперії, який відповідав за облогову зброю, зокрема різні види баліст.

## Характеристика
Належав до групи привілейованих легіонерів, які називаються імунами. Їх наймав magister ballistariorum — магістр (голова) баліст (засвідчений з II ст.), якому, своєю чергою, допомагали optio ballistariorum (командувачі катапультами) і певна кількість doctores ballistariorum (підофіцери). Кожен легіон міг нараховувати десь до 60 між катапульт та баліст.

Після військової реформи імператора Костянтина I балістарії стали окремим підрозділом, які входили до legiones pseudocomitatenses (допоміжні легіони). Вони безпосередньо підпорядковувалися військовим магістрам. Згідно Notitia Dignitatum у східній частині Римської імперії було 5 таких підрозділів: balistarii seniores (частина або весь розташовувався в Херсонесі Таврійському) і balistarii theodosiaci- legio comitatensis (підпорядкувався військовому магістру Сходу); dalistarii iuniores і dalistarii dafnenses — legio comitatensis (військовому магістру Фракії); balistarii theodosiani iuniores — legio pseudocomitatensis (військовому магістру Іллірика).
 
Припускають, що у IV—VI століттях баллістаріями також називали стрільців з арбалетів (manuballistas). Відомо, що принаймні в одному поході імператора Юліана Відступника охороняли балістарії та катафрактарії. Вегецій згадує, що перед бойовими порядками стояли воїни з арбалетами. Також є один барельєф III—IV століття, що зображує такого воїна. Після появи сильних частин кінних та піших лучників значення балістаріїв впало. Також у IV ст. балістаріями стали називати легку піхоту, озброєною довгим списом, що отримав назву аркбаліста (від типу великого списа, застосованого раніше в балістах-аркбалістах).
У частинах вігілів (пожежників) також були балістарії, що знищували з баліст будівлі, які не могли загасити, щоб уникнути подальшого розповсюдження вогню.

## Склад
При проведенні облоги використовувалися як машини, драбини, вежі для підйому або руйнування ворожих стін, так і важкі «артилерійські» підрозділи типу балісти тощо. Часто використовували тип балісти як аркбаліста. Балістарії брали участь у польових боях, штурмували ворожі фортеці, обороняли Херсонес, ремонтували та будували укріплення.
Підрозділи балістаріїв складалися з менше ніж 975 осіб (275 власне балістаріїв, 500 — складі піхотної когорти, що прикривала позиції баліст, 200 — командири, тиловики, інженери, розвідники, сапери тощо, у них було 25 бойових метальних установок.